# 대한민국의 애니메이션
대한민국의 애니메이션(영어: South Korean animation)은 대한민국에서 제작, 방영하는 애니메이션을 일컫는다. 과거에는 '만화영화(漫畫映畫)'라는 단어를 자주 사용했고 현재는 '애니메이션'의 축약형 '애니'(영어: Aeni)를 주로 사용하고 있다.

## 역사

### 1960년대

대한민국 최초의 장편 애니메이션 《홍길동》(1967년)의 한 장면

대한민국에서 처음으로 완성되고 공개된 애니메이션은 1956년 제작된 HLKZ TV 방송국의 〈OB시날코〉 음료 광고이다. 기존에는 같은 해에 제작된 텔레비전 광고 〈럭키 치약〉이 최초의 애니메이션으로 여겨졌지만 두 광고를 제작한 문달부 감독이 〈OB시날코〉가 두 달 먼저 제작됐음을 밝히면서 〈OB시날코〉가 대한민국 최초의 애니메이션으로 인정받게 되었다. 그 외에도 초창기에 제작된 애니메이션 광고로는 1959년 엄도식의 〈동화약품 활명수〉, 1960년 신동헌의 〈진로소주 파라다이스〉 등이 있다. 문달부의 뽀뽀 비누 CF도 초창기에 제작된 애니메이션 CF이다. 상업광고가 아닌 첫 애니메이션은 1961년 4월에 제작된 5분짜리 단편 애니메이션, 〈개미와 베짱이〉이다. 1963년 〈나는 물이다〉라는 캠페인 애니메이션도 만들어졌다.
대한민국 최초의 장편 애니메이션은 1967년 1월 21일에 개봉된 신동헌 감독의 《홍길동》이다. 《홍길동》은 2년 동안 5,400만 원을 들여 제작되었으며 개봉 후에는 관객 약 10만 명을 동원했다. 이후 같은 해 8월 15일에는 《홍길동》의 속편으로 《호피와 차돌바위》가 개봉했다. 이듬해 1월 1일에는 《선화공주와 손오공》이, 7월 25일에는 《황금철인》이 개봉했다. 1969년 7월 21일에는 《홍길동 장군》이 개봉했으며, 같은해 10월 《보물섬》이 시네마스코프로 제작되었다.

### 1970~1980년대
제작사, 감독사 간의 잦은 갈등과 1970년대부터 증가하기 시작한 외국 애니메이션 수입으로 인해 대한민국 애니메이션은 1972년 《괴수대전쟁》을 이후로 잠시 침체기에 빠졌다. 하지만 1976년 김청기 감독의 《로보트 태권 V》 개봉 이후 대한민국 애니메이션은 다시 활기를 찾게 된다. 이후 1977년 7월에는 임정규 감독의 《태권동자 마루치 아라치》가 개봉했고 1978년 7월에는 《77단의 비밀》이 개봉했다. 이 중에서 《태권동자 마루치 아라치》는 그 해 대한민국 영화 흥행 3위를 기록했다. 《로보트 태권 V》를 제작한 김청기 감독은 이어서 1982년 《슈퍼태권브이》를 제작하고 1984년에는 《84 태권브이》를 제작했다. 1970년대 말, 1980년대 초에는 《미래소년 쿤타 - 버뮤다 5000년》, 《마린엑스》와 같은 거대 메카닉물이 개봉했으며, 《간첩잡는 똘이장군》, 《해돌이 대모험》와 같은 반공물이 개봉하기도 했다. 《독고탁 - 태양을 향해 던져라》가 이 시기에 개봉했는데, 당시 대한민국에 불었던 야구 붐이 이 애니메이션의 성공에 영향을 줬다고 평가된다.
이 시기에는 침체기 이후 다시 늘어난 애니메이션 수요를 감당하기 위해 제작자가 외국 애니메이션을 표절하는 경우도 늘어나기 시작했다. 1976년 《로보트 태권 V》는 일본의 《마징가 Z》를, 1978년 개봉한 《달려라 마징가-X》는 일본의 《그랜다이저 - 시리즈》(UFOロボ グレンダイザー UFO로보 그렌다이자[*])를 표절한 경우다. 1980년대 개봉한 《독수리 5형제》나 《비디오 레인저 007》은 하청 과정에서 얻은 자료를 무단으로 사용해 제작한 애니메이션이다.

### 1987~1990년대
1988년 서울 올림픽을 앞두고 국내 제작 애니메이션 활성화에 대한 관심이 높아지자 KBS는 1987년 5월, 이현세 원작의 《떠돌이 까치》를 방영했다. 이어서 원작을 기반으로 한 《독고탁의 비둘기 합창》이 방영되었다. 1988년에는 KBS가 야심차게 기획한 국내 최초의 시리즈물인 《달려라 하니》를 방영하였으며 이듬해엔 후속작 《천방지축 하니》를 방영했다. 당시 《달려라 하니》 는 대한민국 내에서 국민적으로 인기를 누렸다. 1989년 MBC에서 방영한 《머털도사》는 시청률 54.9%를 달성했으며 1990년 KBS에서 방영한 《날아라 슈퍼보드》의 경우, 42.8%의 압도적인 시청률을 기록하는 기염을 토한 바 있다. 이후 1990년대 TV 애니메이션으로는 《영혼기병 라젠카》, 《녹색전차 해모수》, 《검정 고무신》 등이 제작되었다.
대한민국 장편 애니메이션은 1980년대 말부터 다시 침체를 겪었다. 1993년 출범한 문민 정부(김영삼 정부)가 문화 산업을 고부가가치 산업으로 꼽고 애니메이션을 지원하기 시작하면서 1994년 《블루시걸》이 나오게 되었다. 이는 대한민국 최초의 성인용 극장 애니메이션이었으나 낮은 완성도로 인해 논란을 빚었고 흥행에 실패하였다. 또, 《슈퍼차일드》, 《아마게돈》이 흥행에 실패하는 등 악재가 계속되었다. 하지만 1996년 7월 개봉한  《아기공룡 둘리-얼음별 대모험》은 좋은 평가를 받으며 흥행에 성공했다. 이후 《난중일기》, 《임꺽정》, 《또또와 유령친구들》, 《청해진 호랑이 - 해상왕 장보고》, 《성춘향뎐》 등이 개봉했으나 특별한 성과는 없었다.

### 2000년대~2010년대

대한민국의 애니메이션 영화 《마당을 나온 암탉》(2011년)의 한 장면

2002년 《마리 이야기》와 2003년 《오세암》은 안시 국제 애니메이션 영화제에서 대상을 수상하는 성과를 냈지만 흥행 성적은 부정적이었다. 2003년에는 7년 간의 개발이 끝나고 《원더풀 데이즈》가 개봉했으나 부족한 완성도와 낮은 흥행 성적을 보여 주었다. 하지만 2011년에 개봉한 가족 애니메이션 《마당을 나온 암탉》은 200만 관객을 동원하여 흥행에 성공했다. 또, 《마당을 나온 암탉》은 역대 대한민국 애니메이션 중에서 가장 많은 관객을 동원한 장편 애니메이션이 되었다. 이 외에도 2012년 《점박이 : 한반도의 공룡》이 100만 명, 2012년 《뽀로로 극장판 슈퍼썰매 대모험》이 93만 명을 동원하며 흥행에 성공했다. 한편, 2011년에 개봉한 연상호 감독의 《돼지의 왕》은 성인 관객을 타겟으로 한 애니메이션으로서 주목 받았다. 이후 연상호 감독의 2013년 작품 《사이비》는 안시 국제 애니메이션 영화제의 경쟁 부문에 진출하기도 했다.
차세대 뉴미디어의 등장으로 시청률이 급락하고 있는 TV 애니메이션은 주 고객층을 청소년·어린이에서 어린이·유아로 변경했다. 이에 2003년 《뽀롱뽀롱 뽀로로》가 공개되었고, 이어서 《냉장고 나라 코코몽》, 《또봇》 등이 공개되었다. 이들은 영유아를 타겟으로 해 주로 2D보다는 3D로 제작되었다. 2011년 첫 방영을 시작한 《라바》는 공개 4년 만에 1,000여 가지의 캐릭터 상품을 출시하고, 매출 90억 원을 달성했다. 2015년 공개된 《터닝메카드》는 관련 장난감의 품귀 현상이 일어날 정도로 인기를 끌어 애니메이션 뿐만 아니라 모바일 게임, 뮤지컬 등으로도 제작되며 많은 수익을 냈다. 하지만 이러한 아동용 애니메이션들의 높은 성적에도 불구하고 다양성이 떨어진다는 지적이 있다.

### 2020년대
2020년에는 EBS에서 히어로 써클을 방영했다.

## 시장
2014년 대한민국 애니메이션의 매출액은 약 5,200억 원이었으며 수출액은 약 1억 1천 만 달러였다. 2013년 기준, 대한민국 애니메이션 시장이 세계 애니메이션 시장에서 차지하는 비율은 4.5%로 미국, 일본, 중국, 호주에 이어 5위였다. 대한민국의 애니메이션 주요 수출국으로는 6천만 달러 규모의 북미, 2,500만 달러 규모의 유럽, 2천만 달러 규모의 일본 등이 있었다.
일반적으로 대한민국 애니메이션 산업은 외국 애니메이션의 하청이 주를 이룬다는 인식이 있었지만 2000년대 중반부터 창작 애니메이션 제작 규모가 증가하기 시작해 2007년에는 창작 애니메이션 제작 규모가 하청 애니메이션 제작 규모를 추월했다. 이후 2013년에는 창작 애니메이션 제작과 하청 애니메이션 제작의 규모 비율이 7:3을 이루었다.

## 텔레비전 애니메이션
1987년은 대한민국에서 TV 애니메이션이 본격적으로 만들어지기 시작한 해이다. KBS1에서 김수정의 아기공룡 둘리와 이현세의 떠돌이 까치를 애니메이션으로 제작하여 방영했다. 그리고 2003년에 투니버스에서 재방영했다. 아기공룡 둘리는 큰 인기를 끌어 후속편을 제작하기에 이른다. 그 후로 MBC도 애니메이션을 제작하여 경쟁에 들어갔다. 1995년에는 만화 전문 채널인 투니버스가 개국한 후 여러 유료 방송에서 만화 전문 채널이 연이어 개국하여 이 경쟁에 뛰어들기에 이른다. 그리고 2017년에 EBS와 카툰 네트워크 코리아에서 우리는 비트몬스터를 방영하였다. 그리고 대원씨아이에서 반지의 비밀일기를 방영했다. 그리고 2011년에 EBS와 KBS 1TV에서 라바를 방영하였다.
| 제작 및 방영년도 | KBS | MBC | 민영방송(SBS) 및 교육방송 |  |
| ---------------- | --- | --- | --- |  |
| 1987년           | 아기공룡 둘리, 떠돌이 까치, 동화나라 ABC | 달려라 호돌이 | |  |
| 1988년           | 까치의 날개, 아기공룡 둘리 2, 달려라 하니, 아리수변의 꿈나무, 동화나라ABC 2 | 독고탁의 비둘기 합창, 태권동자 마루치 | |  |
| 1989년           | 천방지축 하니, 2020년 우주의 원더키디 | 머털도사 | |  |
| 1990년           | 옛날 옛적에, 날아라 슈퍼보드, 영심이 | 머털도사와 108요괴, 머털도사와 또매 | |  |
| 1991년           | 은비까비의 옛날옛적에, 날아라 슈퍼보드 2, 햇살나무 | 장독대, 심청, 요정 핑크, 흙꼭두장군, 도단이 | |  |
| 1992년           | 날아라 슈퍼보드 3, 은비까비의 옛날옛적에 2, 지구는 초록별, 외계소년 위제트 | 꿀벌의 친구, 펭킹 라이킹, 꿈돌이 | |  |
| 1993년           | 마법사의 아들 코리, 만화인물 한국사 초롱이의 옛날여행 | | 빛돌이 우주 2만리 (SBS) |  |
| 1994년           | 사랑의 학교 | | |  |
| 1995년           | 꼬비꼬비, 무궁이의 미래여행 | | |  |
| 1996년           | 두치와 뿌꾸, 꼬비꼬비2 | | 내일은 월드컵 (SBS) |  |
| 1997년           | 꼬비꼬비3, 녹색전차 해모수, 짱이와 깨모 (KBS) | 콩딱쿵! 이야기 주머니, 영혼기병 라젠카 | 영혼기병 라젠카 (투니버스, MBC 공동제작) |  |
| 1998년           | 날아라 슈퍼보드 4 | 바이오캅 윙고 | 스피드왕 번개 (SBS) |  |
| 1999년           | 레스톨 특수 구조대, 검정고무신, 붕가부, 마일로의 대모험 | | 짱이와 깨모 (SBS), 토치와 부기 (SBS) |  |
| 2000년           | 삐까뽀 친구들, 보리와 짜구, 태권왕 강태풍, 환상마을 토포토포, 검정 고무신 1, 2 | 알렉스의 모험, 귀여운 쪼꼬미 | 트렉시티 (SBS), 하얀마음 백구 (SBS) |  |
| 2001년           | 무지개요정 통통, 바스토프 레몬, 미루의 환상여행, 탱구와 울라숑, 그린캅스, 날아라 슈퍼보드 5, 아장닷컴, 모험왕 장보고 | 가이스터즈, 미래전사 런딤, 지구조난자 마룬, 기파이터 태랑 | 탑블레이드 (SBS) |  |
| 2002년           | 바다의 전설 장보고, 우정의 그라운드, 채채퐁 김치퐁, 스페이스 힙합덕 | 쥬라기 원시전 | 해로와 토레미 (SBS), 큐빅스 (SBS), 올림포스 가디언 (SBS), 탑블레이드 V(SBS)                                                                                           |  |
| 2003년           | 수호요정 미셸, 요랑아 요랑아, 내 친구 우비소년 | 열대팽귄 페닝, 스피어즈 | 뽀롱뽀롱 뽀로로 (EBS), 포트리스 (SBS), 미래전사 그레이트 건더(SBS), 세계명작동화(SBS), 팽이대전 G블레이드(SBS)                                                        |  |
| 2004년           | 우리사이 짱이야, 애플캔디걸, 로보짱 큐빅스, 검정고무신 3, 네티비 구슬대전 배틀비드맨 | 레카 삼국지, 별나라 슈퍼 쭈리, 뚜루뚜루뚜 나롱이 | 범퍼킹 재퍼(SBS), 우비소년(SBS), 파닥파닥 비행선(SBS) |  |
| 2005년           | 트라이킹덤, 출동! 유니온 킹, 마스크맨, 너구리와 숲속 친구들, 재동아 학교가자, 내 친구 우비소년 2, 명탐정 빠셰, 천하통일 파이어비드맨, 동글동글 짝짝, 카드왕 믹스마스터 | 이야기여행, 장금이의 꿈, 섀도우파이터 | 영리한 너구리(SBS), 마법신화 라그나로크(SBS), 고미의 만화 호기심 천국(SBS), 두근두근 비밀친구(SBS), 틴 타이탄(SBS, 동우에이앤이, 러프 드래프트 코리아, 카툰 네트워크) |  |
| 2006년           | 꾸루꾸루와 친구들, 기상천외 오드패밀리, 렛츠댄스, 아이언 키드, 토리 고고, 애플 캔디걸 2, 찾아라 파워스톤, 요랑아 노래하자, 쿵야쿵야, 인조곤충 버그파이터 | 쾌걸롱맨 나롱이, 동화 읽어주는 TV, 포포의 이야기 나라, 세 나라 영웅전, 싸이킥스                                                                                                  | 접지전사(SBS),서바이벌 만화 과학상식(SBS),아이 삼국유사(SBS), 라즈베리 타임즈(SBS)                                                                                    |  |
| 2007년           | 요리조리 맛술사, 라라의 스타일기, 태극천자문, 도야지봉, 그린나이츠, 다오배찌 붐힐대소동, 도라독스 | 장금이의 꿈 시즌2, 먹티와 잼잼, 르브바하프 왕국 재건설기, 트리팡파이터, 짜장소녀 뿌까, 페콜라, 페이퍼월드, 한자왕 주몽                                                           | 슈퍼 코리언(SBS) |  |
| 2008년           | 쁘띠쁘띠 뮤즈, 제트레인저, 브리스톨 탐험대, 라라의 스타일기 2, 파워퀀텀맨, 알록달록 크레용, 팡팡 자연 탐험대, 삼국쥐 전, 매직키드 마수리, 내꿈은 온에어, 치카치카 폼폼이 | 흑장미 부인의 문방구, 그리피, 세게를 빛낸 어린위인들, 꼬치의 해양영웅탐험, 칠칠단의 비밀, 슈퍼슬레이, 위대한 왕 세종, 우리는 명탐정                                              | 기가 트라이브(SBS) |  |
| 2009년           | 천하무적 크래쉬비드맨꼬마 신선 타오, 유후와 친구들, 메타제트, 롤링스타즈, 와글와글 꼬꼬맘, 파워에이전트 세븐, 쿵푸 공룡 수호대, 엘리먼트 헌터 | 먹티와 잼잼 시즌2, 동물나라 샤코롱, 천방지축 건.현.진, 곰탱이와 함께하는 TV동화, 은하의 일기, 슈퍼햄스밴드                                                                       | NEW 아기공룡 둘리 (SBS, 둘리나라, 투니버스) 그린세이버(SBS) |  |
| 2010년           | 로봇 찌빠, 최강 합체 믹스마스터, 도기 파라다이스, 쥬로링 동물탐정, 볼츠와 블립, 뛰뛰빵빵 구조대 | 바람이의 모험, 외계인 붐, 보글보글 쿡, 벼리의 시간여행, 내친구 자루, 아랑의 노래, 햄콩이 음악대                                                                                  | 내 친구 해치 (SBS), 변신자동차 또봇 (JEI)(13기는 KBS, 투니버스 방영)(8기는 EBS 방영)(또봇 V는 KBS 미디어), 꼬마버스 타요(EBS)                                         |  |
| 2011년           | 구름빵, 마법전사 라이너, 부루와 숲속친구들, 딸기가 좋아, 우당탕탕 캐릭터 극장, 무무와 푸푸, 오후의 초록가방, 구름빵 2, 파워마스크, 어리 이야기 | 매직테일즈, 싸이킥히어로, 에그보이 코루, 안녕 토토비, 마법천자문, 보글보글 쿡2, 와라! 편의점                                                                                     | 와라! 편의점 (네이버 웹 & 투니버스), 안녕 자두야 |  |
| 2012년           | 키오카, 두리둥실 뭉게공항,.프랭키와 친구들, 구름빵 3, 바다소년 오대양, 빠뿌야 놀자, 알록달록 종이마을, 피쉬와 칩스, 상상친구 꾸메푸메 | 로봇알포, 키즈 CSI 과학수사대, 내사랑 뚱, 아웅다웅 동화나라 | |  |
| 2013년           | 꼬마 신선 타오 2, 못말리는 라바와 비트파티, 꼬마 신랑 쿵 도령, 마스크 마스터즈, 뛰뛰빵빵 구조대 2, 키오카 2, 아기종벌레 포포, 두리둥실 뭉게공항 2, 동화나라 포인포, 유후와 친구들 2 | 도비도비, 또르르 방울이 친구들, 라이스맨, 보글 쿡 원정대 | 신 머털도사 (EBS), 라바 2기(EBS), 미앤마이로봇 (EBS), 두다다쿵 (EBS)                                                                                                  |  |
| 2014년           | 꾸러기 케라톱스 코리요, 꼬마 신랑 쿵 도령 2, 외계돼지 피피, 아스타를 향해 차구차구, 그라미의 서커스쇼, 놓지마 정신줄, 헬로 카봇, 외계가족 졸리폴리, 꼬마기차 추추 | 수빈스토리, 응까소나타, 아웅다웅 동화나라 시즌 2, 내사랑 뚱 시즌 2, 과학마술단                                                                                                   | |  |
| 2015년           | 유후와 친구들 3, 어리 이야기 2, 터닝메카드, 헬로 카봇 2, 헬로 카봇 3, 검정고무신 4기, 놓지마 정신줄 2, 로보텍스, 두리둥실 뭉게공항 3 | 바다의 금동이, 보름달공장, 타스의 풀이풀이 사자성어, 꼬마돌 도도, 마법천자문 시즌 2, 프리파라                                                                                    | 미라큘러스: 레이디버그와 블랙캣 (EBS) |  |
| 2016년           | 파파독, 터닝메카드 W, 그라미의 서커스쇼 2, 안녕! 괴발개발, 파파독 플러스, 매직어드벤처, 생일왕국의 프린세스 프링, 헬로 카봇 시즌 4, 캡슐보이, 꼬마 어사 쿵 도령, 꼬마농부 라비, 좀비덤 | 타스의 풀이풀이 사자성어 시즌 2, 아그레츠코, 아빠 어릴 적엔, 모두모두쇼, 파워배틀 와치카, 깨미탐험대, 파워배틀 와치카 시즌 2, 프리파라 시즌 2, 내일은 언제나 푸름, 내친구 마카다 | 마음의 소리(네이버 웹툰, 애니맥스), 다이노코어 (SBS) |  |
| 2017년           | 터닝메카드 W 2, 터닝메카드 R, 반지의 비밀일기, 엉뚱발랄 콩순이와 친구들 4, 스톤에이지-전설의 펫을 찾아서, 뱅글스쿨, 타오르지마 버스터, 토이캅, 젤리고, 헬로 카봇 시즌 5, 공룡메카드, 드래곤 에그, 느릿느릿 나무늘보 늘 | 지오메카 비스트가디언, 텔레몬스터,수빈스토리 시즌 2, 뽀글아 사랑해, 샤이닝 스타, 지오메카 캡틴다이노                                                                             | 우리는 비트몬스터(EBS, 카툰 네트워크, 시너지미디어,스튜디오 고인돌), 다이노코어 2 (SBS), 다이노코어 3 (SBS), 런닝맨 (SBS)                                             |  |
| 2018년           | 생일왕국의 프린세스 프링 2, 안녕! 괴발개발2, 토이캅 시즌 2, 헬로 카봇 6, 좀비덤 2, 쥐라기캅스, 스페이스벅스, 또봇V, 타오르지마 버스터 2, 보토스 패밀리 | 에어로버, 프리파라 시즌 3, 판다랑, 에어로버 시즌 2, BBB 삼총사의 모험, 뿌까, 꼬마돌 도도 시즌 2                                                                                  | 다이노코어 에볼루션 (SBS), 다이노코어 에볼루션 파트 2 (SBS) |  |
| 2019년           | 브레드 이발소, 꼬마탐정 토비와 테리, 꼬마 어사 쿵 도령 2, 시노스톤, 출동! 애니멀 레스큐, 파파독2, 쥐라기캅스 - 쥬라킹, 핑크퐁 원더스타, 반지의 비밀일기 2, 쉿! 내 친구는 빅파이브, 콩순이의 율동교실, 또봇V-갤럭시웨폰 4호의 비밀, 롱롱죽겠지?, 버추얼 가디언즈, 엉뚱발랄 콩순이와 친구들 시즌 5, 숲 속 친구 스토니즈 | 아이돌타임 프리파라, 빠샤메카드, 벅스봇 이그니션, 뿌까 시즌 2, 빠샤메카드 S, 호기심 대장 카토                                                                                    | 런닝맨 시즌 2 (SBS) |  |
| 2020년           | 테테루-테디페어 마을의 비밀, 시노스톤 프라임, 비밀의 바람숲, 또봇 V 시즌 2, 캐치! 티니핑, 출동! 유후 구조대, 아기상어 올리 뚜루루뚜루, 시간여행자 루크, 브레드 이발소 시즌 2, 신비아파트: 고스트볼 X의 탄생, 마법소녀 디디, 신비아파트: 고스트볼 X의 탄생 두번째 이야기, 명탐정 핑크퐁과 호기, 엉뚱발랄 콩순이와 친구들 시즌 6, 인:앱, 꽉 잡아!, 신비아파트: 고스트볼 더블 X 6개의 예언, 린다의 신기한 여행 | 반짝이는 프리☆채널, 뚝딱맨, 동해수호대, 치치핑핑, 치치핑핑 시즌2 | 히어로 써클(EBS), 마음의 소리 2(네이버 웹툰, 애니맥스) |  |
| 2021년           | 시간여행자 루크 시즌 2, 쉿! 내 친구는 빅파이브 시즌 2, 신비아파트: 고스트볼 더블 X 수상한 의뢰, 마카앤로니, 콩순이의 율동교실 시즌 5, 몬스터 탑, 반짝반짝 달님이, 출동! 유후 구조대 시즌 2, 마법소녀 디디 시즌 2, 신비와 금비의 도깨비 전래동화 깹,팡팡다이노, 또봇 V: 우주수호대,쫑알쫑알 똘똘이, 반짝반짝 캐치! 티니핑, 렛츠 고릴라!,엉뚱발랄 콩순이와 친구들 시즌 7.주디세이.반지의 비밀일기 시즌2, 브레드 이발소 시즌3, 도깨비언덕에 왜 왔니?                                                                                          | 시크릿 쥬쥬: 별의 여신 시즌 3, 와우와우 롤링프렌즈, 치치핑핑 시즌 3, 토몬카, 반짝이는 프리☆채널 시즌 2, 메카드볼, 쥬라기캅스 시즌 3, 뚝딱구조대                                  | |  |
| 2022년           | 신비아파트 고스트볼Z: 어둠의 퇴마사,티티 체리,콩순이의 율동교실 시즌6,,상상꾸러기 꾸다, 똘똘이의 그림일기 동요,고둥둥심포니, 뱀파이어 소녀 달자, 뾰족뾰족 포크가족, 다이노 파워즈,신비아파트: 고스트볼Z: 귀도퇴마사,니니 뭐하니?,보토스패밀리 시즌2,브레드 이발소 시즌3 파트2,,내 비밀친구 햄찌, 마카앤로니 시즌2,엉뚱발랄 콩순이와 친구들 시즌8,좀비덤 시즌3,반짝반짝 달님이 시즌2,브레드와 윌크의 세계여행,구르곰 구르닭,알쏭달쏭 캐치!티니핑,시크릿 쥬쥬 베스트 프렌즈,린다의 신기한 여행 시즌2                                         | 반짝이는 프리채널 시즌3,뚝딱구조대 시즌2,메카드볼 시즌2,프린세스 바리,와츄 프리매직!,시간탐험대 다이노맨.메카드볼 메가                                                           | 뒤죽박죽섬의 빅풋패밀리 (EBS), 레벨업! 명탐정 피트 (EBS) |  |
| 2023년           | 내 친구 반인반어,꼬마공룡 크앙,프라몬 원정대,쫑알쫑알 똘똘이 두번째이야기,소스리아-사라진 레시피카드를 찾아서,상상꾸러기 꾸다 시즌2,매직팬던트 대모험,내 비밀친구 햄찌 파트2,메탈카드봇,도깨비 캡처 보물산의 전설,크앙과 게임해요,코드네임 X,시크릿 쥬쥬 베스트 프렌즈 시즌2,뾰족마을의 수상한 이웃들,신비아파트 고스트볼 ZERO,다이노 파워즈 시즌2,스페이스 동의보감 시즌2,슈퍼트론,브레드와 윌크의 세계여행 시즌2,캡슐세이버,카비온,마카앤로니 시즌3,씰룩.거멍숲을 지켜라! 버디프렌즈,내 친구 미소,신비아파트 고스트볼 ZERO 두번째 이야기 | 크리켓팡 시즌2,프린세스 바리 파트2,팬티히어로,차징 탑스피너,주니토니이야기 | |  |
| 2024년           | 매지컬 팡,내 마음은 무지,린다의 신기한 여행 시즌2 파트2마카앤로니 시즌3 파트2,새콤달콤 캐치! 티니핑,니니 뭐하니? 시즌2,엉뚱발랄 콩순이와 친구들 시즌9,또봇: 대도시의 영웅들.캐리야! 학교가자,브레드와 윌크의 세계여행 시즌3,모양새 친구들,히어로 인사이드,핑크퐁과 호기: 새 친구 니니모,바바프렌즈,부탁해요! 포코타 이장님,하얀곰 하푸,브레드 이발소 시즌4:베이커리 빵스타즈,쫑알쫑알 똘똘이 세번째 이야기 | 뚝딱구조대 시즌3,차징 탑스피너 BX,토닥토낙 꼬모 새로운 탐혐,차징 탑스피너 BX 시즌2,시크릿 쥬쥬: 별의 보석,퐁당패밀리,설박사의 세계사 대모험시즌2                                 | |  |
| 2025년           | 씰룩 시즌2,Why?,다이노파워즈시즌4,슈팅스타 캐치!티니핑 | 까망과 베르의 푸드트럭,꼬마캐리 탐구생활 | |  |

## 시청률

### 역대 시청률 순위
| 순위 | 제목                    | 시청률 | 애니메이션 외주 제작사                           | 방송사        | 제작년도 | 출처   |
| ---- | ----------------------- | ------ | ------------------------------------------------ | ------------- | -------- | ------ |
| 1    | 머털도사                | 54.9%  | 신원 프로덕션, 동양동화                          | MBC           | 1989     | [ 14 ] |
| 2    | 날아라 슈퍼보드         | 47.7%  | 한호흥업                                         | KBS           | 1990     |        |
| 3    | 아기공룡 둘리           | 38.4%  | AKOM, 신동헌 프로덕션, 삼영 애니메이션, 한호흥업 | KBS           | 1987     |        |
| 4    | 꼬비꼬비                | 25%    | 한신 코퍼레이션, 새한 프로덕션                   | KBS           | 1995     |        |
| 5    | 녹색전차 해모수         | 22%    | 대원미디어, 아이코닉스                           | KBS           | 1997     |        |
| 6    | 두치와 뿌꾸             | 19.5%  | 대원미디어                                       | KBS           | 1996     |        |
| 7    | 달려라 하니             | 17.8%  | 대원미디어                                       | KBS           | 1988     |        |
| 8    | 은비 까비의 옛날 옛적에 | 16.7%  | 세영동화, 한호흥업, 동우에이앤이                 | KBS           | 1991     |        |
| 9    | 영심이                  | 15.2%  | 대원미디어                                       | KBS           | 1990     |        |
| 10   | 마법사의 아들 코리      | 14.8%  | 대원미디어                                       | KBS           | 1993     |        |
| 11   | 영혼기병 라젠카         | 12.8%  | 코코 엔터프라이즈, 쏘울 크리에이티브             | 투니버스, MBC | 1997     |        |

## 대한민국의캐릭터산업
한국의 자체적인 캐릭터가 개발되기 전 대한민국내의 캐릭터시장은 미국이나 일본의 캐릭터가 주로 주도하였다. 하지만, 대한민국의 캐릭터 산업은 자체적인 캐릭터 산업이 형성되고 성숙함에 따라 국내시장에서의 자국민 선호를 빠르게 선점함과 동시에 전략적인 해외시장으로의 진출로, 국제적인 산업으로 발전되었다.

## 대한민국의 캐릭터시장의 성장[31]

### 국내 캐릭터시장의 규모
| 분류      | 2014   | 2015   | 증가율 |
| --------- | ------ | ------ | ------ |
| 사업체 수 | 2,018  | 2,069  | 2.5%   |
| 종사자 수 | 29,039 | 30,128 | 3.8%   |

| 분류       | 2014        | 2015        | 증가율 |
| ---------- | ----------- | ----------- | ------ |
| 매출액     | 9조 527억   | 10조 807억  | 11.4%  |
| 부가가치액 | 3조 7,944억 | 3조 9,875억 | 5.1%   |

### 대한민국 캐릭터 산업의 국제적 규모
| 분류        | 액수        | 증가율 (2014년 대비) |
| ----------- | ----------- | -------------------- |
| 수출        | 5억 5,146만 | 12.7%                |
| 수입        | 1억 6,824만 | 1.8%                 |
| 수울입 차액 | 3억 8,322만 | 18.3%                |

| 북미 (26.8%) | 중국 (21.5%) | 유럽 (21.3%) | 동남아 (11.6%) | 일본 (6.3%) | 기타 (12.5%) |
| ------------ | ------------ | ------------ | -------------- | ----------- | ------------ |
| 1억 4,779만  | 1억 1,856만  | 1억 1,746만  | 6,397만        | 3,474만     | 6,893만      |

### 국내 캐릭터 선호도 순위
| 순위 | 이름            | 비율  |
| ---- | --------------- | ----- |
| 1    | 엘사            | 72.3% |
| 8    | 포켓몬스터      | 3.3%  |
| 2    | 뽀롱뽀롱 뽀로로 | 1.8%  |
| 3    | 짱구는 못말려   | 1.2%  |
| 4    | 원피스          | 0.9%  |
| 7    | 라바            | 0.8%  |
| 5    | 아기공룡 둘리   | 0.4%  |
| 6    | 도라에몽        | 0.2%  |
| 9    | 헬로키티        | 0.1%  |
| 10   | 타요            | 0.0%  |
| 11   | 기타            | 22%   |

## 영향력있는 한국 캐릭터

### 아기공룡 둘리(1983)
한국의 유명한 캐릭터들은 1983년 김수정 작가에 의해 제작된 '둘리'에서 기원한다. 국내 시장에서 국산 캐릭터들이 인기를 끌기 전에, 내부적으로 인기를 누렸던 캐릭터들은 대부분 일본이나, 미국과 같은 해외의 캐릭터들이었다. '둘리'는 캐릭터는 인쇄매체에서 출판된 만화 캐릭터로 등장했다. 아기공룡 둘리는 1983년에 만화 잡지<보물섬>에서 연재를 시작해 만화책으로 출간되었다. 1987년에는, TV애니메이션이 제작되었고, 1996년에 극장판 애니메이션으로 제작되었다. 둘리는 OSMU를 통해 다양한 문화 콘텐츠 분야로 확대되었다.

#### 배경 스토리
아기 공룡 둘리는 빙하기를 끝마치고 대한민국의 서울로 오게된다. 둘리는 유난히 긴 빙하시대 동안 빙하에 갇혀 있었으며, 다양한 공간에서 친구들을 만난다. 그들은 그들의 마법의 힘을 이용해 시간여행을 하는 신비로운 힘을 발휘한다. 둘리는 엄마 공룡을 그리워하고 그녀를 찾고 싶어 한다.

### 호돌이(1983)

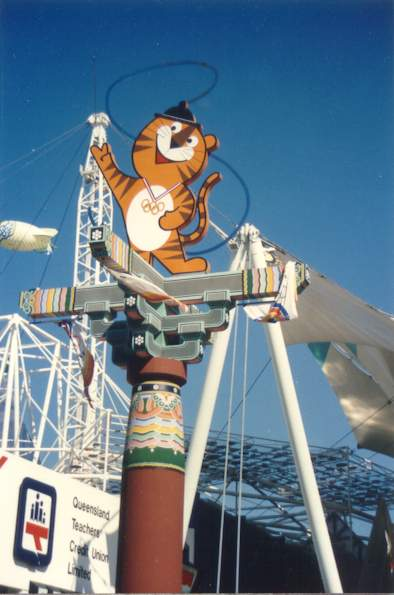
88 서울 올림픽 마스코트 호돌이

호돌이는 호랑이를 모티브로 한 대한민국의 서울에서 개최된 1988년 하계 올림픽의 공식 마스코트였다. 호돌이는 한국의 전통모인 상모를 쓰고 있고, 올림픽 링 모양의 목걸이를 착용하고있다. 한편, 공식 마스코트의 공식 디자인이 발표된 후 공모전에서 호돌이라는 이름이 붙여졌다. 또한, 여성 마스코트는 호순이라고 불렸다. 호돌이와 호순이는 양궁, 승마, 골프, 배드민턴을 포함한 기본종목 외에 패럴림픽경기에도 소개되었다.

### 마시마로(2000)
마시마로는 2000년에 CLKO엔터테인먼트에 의해 만들어진 귀여운 토끼 캐릭터로, 7부작의 에피소드로 소개되었다. 그 당시에 "엽기적인 "이라는 단어가 인기를 얻었고 마시마로는 "엽기토끼"라는 별명을 얻었다. 이 캐릭터는 인터넷 사용자들 사이에서 널리 퍼져 있었고, 캐릭터 상품으로 개발되었으며, 해외 시장으로 수출되어 큰 성공을 거두었다.

#### 배경 스토리
최초의 마시마로 만화는 화장실 유머로 가득 차 있다. 마시마로는 종종 자신의 머리에 뚫어뻥이 박힌 채로 그려진다. 마시마로는 뚱뚱하고 둔하며 불쾌한 약자로 묘사되며, 종종 다른 사람들에게 의지하기 위해 폭력을 휘두른다.

### 뿌까(2000)
Air balloon Pucca at parade in France
뿌까는 2000년에 처음으로 플래시 애니메이션"푸카 퍼니러브"에 등장했다. 같은 기간에 등장한 다른 플래시 애니메이션과 비교했을 때, 캐릭터 제품 개발에 초점을 맞추었다. "뿌까"는 국내 시장뿐만 아니라 150여개의 해외 시장에 진출했으며, 엄청난 성공을 거두었다. 작은 중국 소녀와 붉은 색과 검은 색 색조의 진한 대조를 이루는 뿌까의 외형은 여타 캐릭터들과 구별되는 개성을 가지고 있다.

#### 배경 스토리
주인공인 뿌까는 중국 국수 전문가 3명의 10살 된 조카이다. "고롱"이라고 알려진 이 국수집은 산속의 작은 마을인 수가 마을에 위치해 있다. 뿌까는 12살의 닌자"가루"와 사랑에 빠져 있다. 뿌까는 특유의 유머로, 가루와의 뜻하지 않은 대련과 경쟁에서 항상 그를 이기는 것처럼 보인다.

### 뽀롱뽀롱 뽀로로(2003)

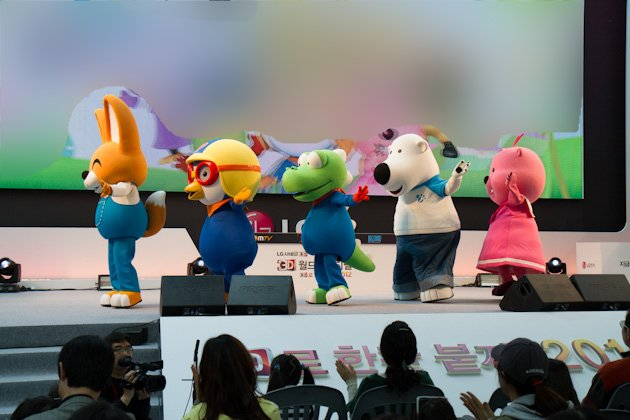
LG 시네마 3D월드 페스티벌 중 뽀로로 인형

EBS뽀로로는 2003년에 EBS에서 처음 방영되었다. 뽀로로는 기획단계부터 캐릭터 머천다이징을 고려한 미취학 아동을 위한 교육용 TV애니메이션이다.

#### 전략
뽀로로의 계발단계에서는, 국내 최초로 해외 진출을 위한 OSMU 캐릭터 개발을 위해 초기 단계부터 이용대상 분석과 시장 조사가 철저히 이루어졌으며, 뽀로로의 세계화 전략은 전 세계의 어린이들이 선호하는 공통적인 캐릭터 이미지를 채택하고 교육적인 내용의 콘텐츠를 개발하는 데 성공했다.

#### 배경 스토리
이 시리즈는 뽀롱 뽀롱 숲의 눈 덮인 마을에 사는 뽀로로와 그의 친구들의 모험담을 다룬다. 각각의 에피소드에서, 뽀로로와 친구들은 이따금 도전을 맞닥뜨리고, 실용적인 교훈을 배운다.

라바
라바는 2011년, 투바앤에서 제작한 애벌레와 다른 곤충들이 상황을 스스로 해결하는 이야기다. 시즌 4까지 나욌다.
배경 스토리

이 시리즈는 미국의 뉴욕주 맨해튼시를 바탕으로 하였다. 라바 아일랜드에 등장하는 섬은 남아메리카에 있는 섬으로 지정하였다. 위치는 정체 불명.

### 라인 프렌즈(2011)

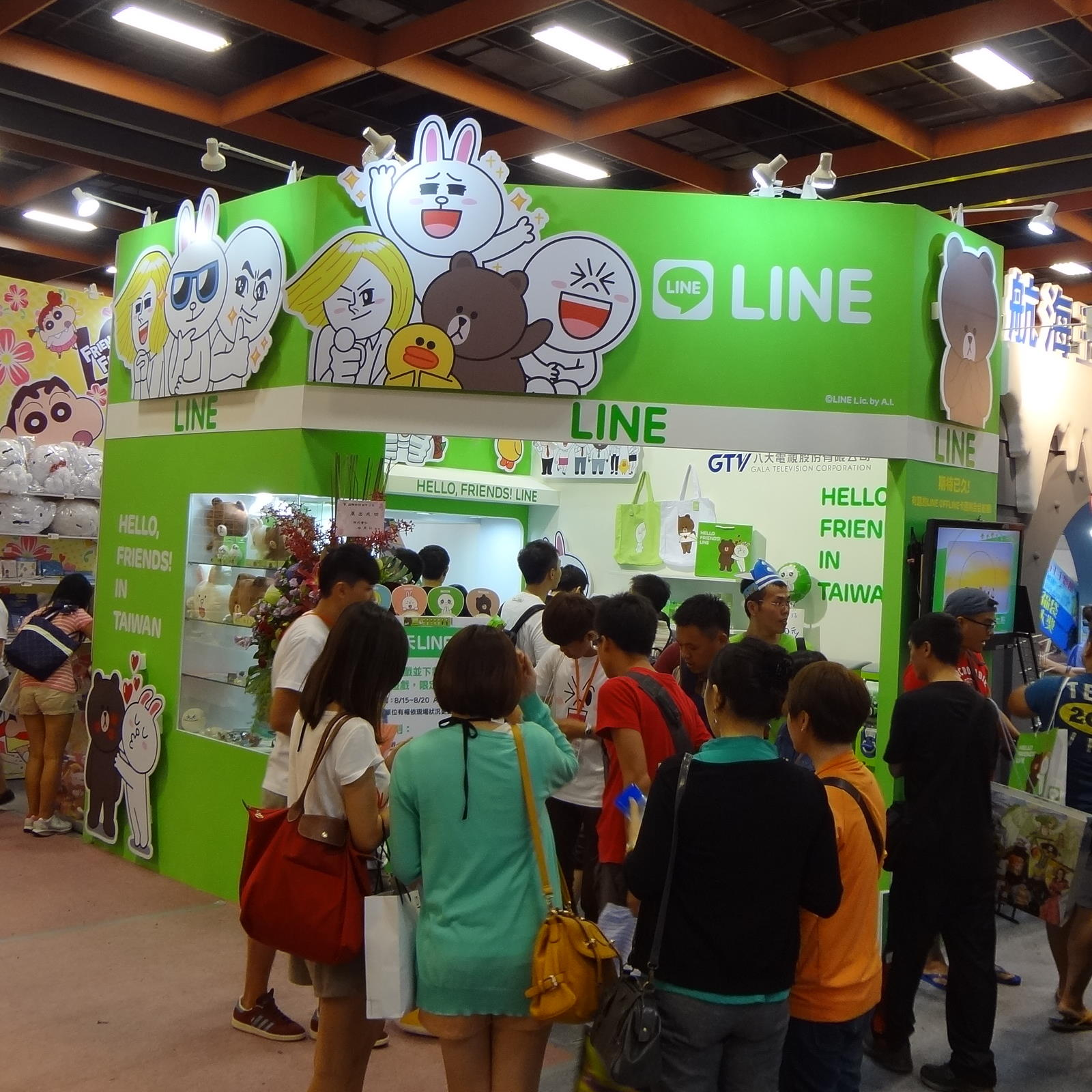
캐릭터 박람회중 라인캐릭터 부스

라인프렌즈는 2011년, 모바일 메신저 '라인'의 스티커 캐릭터로 탄생했다. 친근하고 공감가는 모습으로 사용자들에게 즐거움을 주는 라인프렌즈 캐릭터들은 모바일이라는 탄생배경을 넘어 일상 생활에서 가깝게 만날 수 있다. 2,000여 가지의 캐릭터 제품, 애니메이션, 게임, 카페, 호텔, 테마파크에 이르기까지 다양한 영역에서 세계인들의 사랑을 받는 브랜드가 되었다.

### 카카오 프렌즈(2012)
카카오 프렌즈는 메신져 어플리케이션 카카오톡의 스티커 이모티콘으로 처음 소개되었다.

#### 배경 스토리
카카오프렌즈는 저마다의 개성과 인간적인 매력을 지닌 라이언, 무지, 어피치, 프로도, 네오, 튜브, 콘, 제이지 총 8명의 캐릭터가 함께 한다. 서로 다른 성격에 하나씩 콤플렉스를 가지고 있는 8가지 캐릭터는 독특하면서도 우리 주변에서 쉽게 볼 수 있는 사람들의 모습을 그대로 반영해 다양한 연령층에서 감정이입을 이끌며 많은 사랑을 받고 있다. 카카오프렌즈의 위트 넘치는 표정과 행동은 폭넓은 공감대를 형성하고 유쾌한 웃음을 선사한다.

## 캐릭터 제작형식의 변화
한국캐릭터들의 디자인은 미디어 형태의 전환기 마다 성숙해 왔다. 국산 캐릭터들의 시장 흐름은 마셜맥루한의 의식확장과 관련하여 3개의 기간으로 분류될 수 있다. 첫번째, 1980년대와 1990년대는 출판된 만화 캐릭터들의 시대였다. 둘때, 2000년대에는 인터넷 보급에 힘입어 2차원 플래시 애니메이션의 시대가 도래했다. 셋째, 컴퓨터를 이용한 3차원 애니메이션 캐릭터의 시대이다.

### 출판만화 시기의 캐릭터 (1980년대~1990년대)
임학순(2002)은 이 시기에 만화 캐릭터들의 캐릭터 산업으로의 확장에 기인한 요소들을 제시하고있다. 첫번째로, 1980년대는 인터넷의 확산을 보지 못했고, 만화책은 많은 사람들에게 주요 문화 콘텐츠 매체였다. 두번째로, 이 시대의 캐릭터들은 창조자의 상상력과 배경 연구에서 유래된 탄탄한 줄거리에 의해 뒷받침되었다. 세번째로, 이 만화 캐릭터들은 상징적인 상징적인 비주얼 이미지를 가지고 있었다.

### 2D플래시기반 캐릭터 (2000년대 초)
인터넷 사용은 2000년대에 보편화되었고, 플래시는 인터넷을 위한 영상 제작 도구로 도입되었으며, 이 시기에 플래시 애니메이션이 등장했다. 당시에 개발된 플래시 프로그램은 비교적 간단한 방법으로 애니메이션 제작을 쉽게 할 수 있는 벡터 기반 애니메이션 프로그램이었다. 작은 파일 크기가 고속 전송을 가능하게 하고 벡터 기반 그래픽 이미지는 픽셀단위의 깨짐현상이 일어나지 않았다. 다양한 단계 또는 해상도의 그래픽을 생성할 수 있으며, 프로그램은 온라인 전송에 최적의 설정을 제공했다. 이러한 모든 장점들은 인터넷 사용자들을 매혹시켰고, 플래시는 급속도로 확산되었다. 이 시대의 대표적인 캐릭터들로는 마시마로, 뿌까, 졸라맨, 우비소년 등이 있다. 또한, 성인들을 대상으로도 플래시 애니메이션이 만들어졌는데, 대표적으로는 '엘리베이터' '최고조' '조바우' 가 있다.
홍미희(2002)는 2000년대 국내 캐릭터 산업에서의 플래시기반 애니메이션의 지배를 다음 요인들으로 설명했다. 첫번째 요인은 생산의 용이성이다. 플래시 애니메이션은 벡터 기반이므로, 크기의 변환이 영상 화질에 악영향을 미치지 않는다. 또한 플래시 애니메이션 파일은 일반적으로 크기가 일정한 이미지 파일의 1/16크기이며 고속 전송을 허용한다. 따라서 플래시애니메이션은 생산시간의 단축과 기존의 애니메이션에 비해 생산가를 절감하는 등 많은 이점을 누릴 수 있었다. 제작방법은 간단하기 때문에 누구든지 기본 툴을 숙지하면서 플래시 애니메이션을 만들 수 있었다. 두번째 요인은 인터넷 보급을 통해 생성된 플래시기반 캐릭터의 파급 효과이다. 한국은 초고속 인터넷 보급률을 빠르게 달성했다. 플래시 애니메이션은 일정한 간격으로 인터넷을 통해 유입되어 수많은 사람들에게 도달했다. 세번째 요소는 플래시 만화 캐릭터를 수반하는 독특한 이야기 구성이다. 이전에 등장한 캐릭터들은 주로 아이들을 대상으로 한 이야기였지만,"엽기적"과 "코믹"과 같은 시대의 사회적 이슈들과 관련된 이야기들이 등장했다. 그러한 이야기 구성은 어른들뿐만 아니라 어른들 사이에서도 공감을 형성했다.

### 3D애니메이션 캐릭터 (2000년대 중반)
3D애니메이션은 3차원 공간에서 움직이는 영상을 보여 준다. 국내 시장에서 3D애니메이션은 주로 3D STUDIO MAX 또는 MAYA프로그램으로 제작된다. 최초의 3D 야애니는 러브@ 하우스이며, 또한 인터넷 엽기 플래시애니 중 찌질이 라는 애니가 있다. 전경란(2010)은 다음과 같이 3D애니메이션의 가장 독특한 특징을 정의했다. 먼저, 2D애니메이션 캐릭터가 X와 Y축을 사용하여 평평한 공간에 표시되는 반면, 3D애니메이션 캐릭터는 추가 Z축으로 제작되며, 객체와 배경은 3차원으로 렌더링 된다. 둘째로, 3D문자는 모형화되고 3차원 공간에서 렌더링 된 후 다른 제작 방법과 비교하여 보다 현실적인 움직임과 질감을 얻을 수 있고 라이브 액션 필름처럼 제작된다. 셋째, 초기 단계부터 3D애니메이션 캐릭터들이 OSMU를 고려하여 계획되었다. 2D플래시 애니메이션과 비교하면 3D애니메이션 제작 비용은 어마어마하다. 따라서, 3D애니메이션 캐릭터는 처음부터 다른 미디어 형식으로의 확장 가능성으로 개발되었다.

## 같이 보기
- 한국의 만화
- 조선민주주의인민공화국의 애니메이션
- 대한민국의 애니메이션 의무 편성 제도